# جيمس روبرت وير
جيمس روبرت وير (بالإنجليزية: James Robert Weir)‏ هو عالم نبات أمريكي، ولد في 1882، وتوفي في 1943.